# Cristo del Mármol
El Cristo del Mármol se venera en la localidad de Cambil (Jaén). Se trata de un lienzo tradicionalmente datado en el siglo xvii que representa muerte Cristo en la cruz.

## Historia

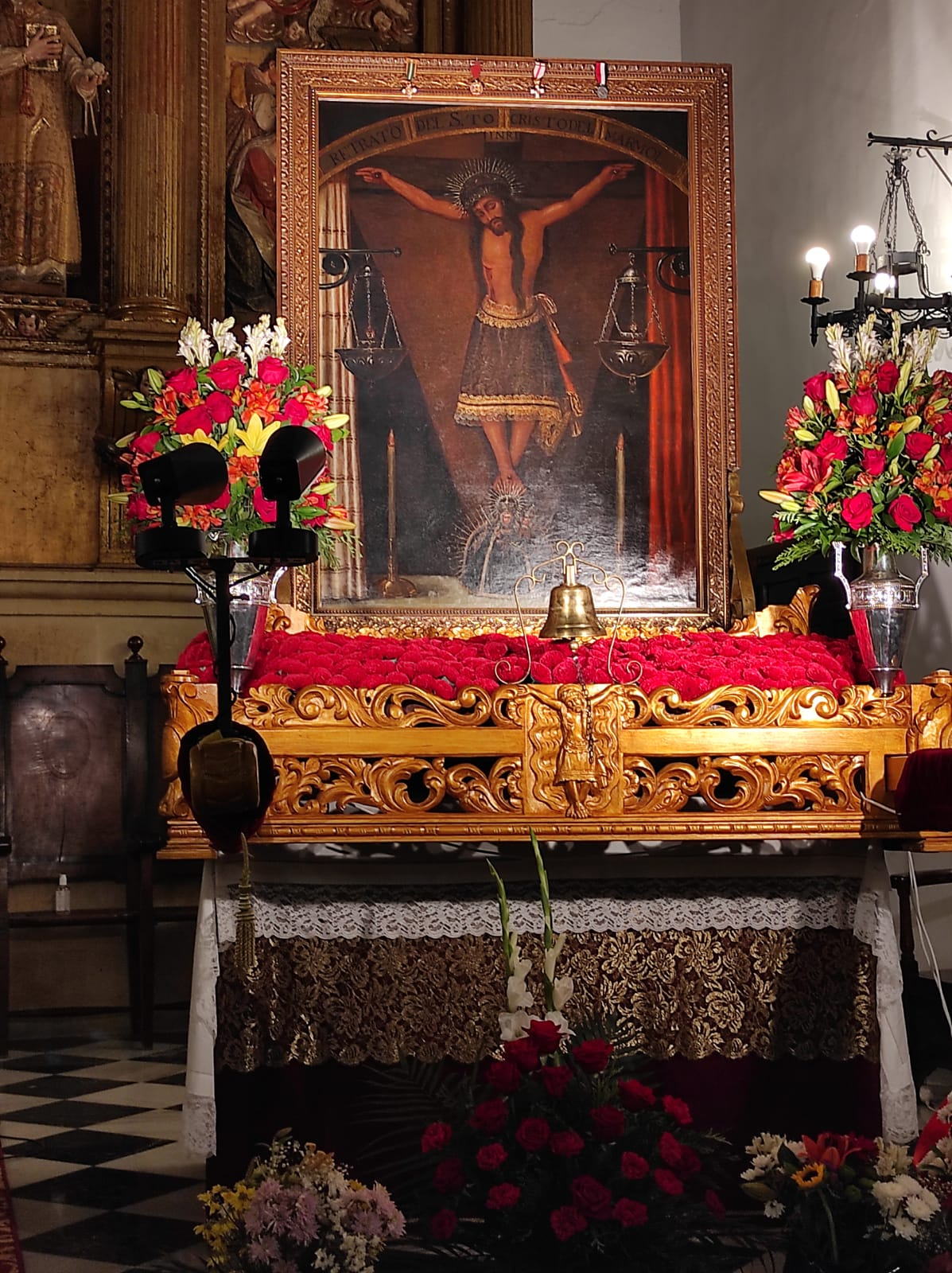
Cristo del Mármol siglo XVII

De acuerdo con la leyenda, un arriero que llevaba el lienzo del Cristo de las Aguas a la Villa de El Mármol se detuvo en Cambil a pasar la noche. Como era costumbre en la época, los habitantes del municipio velaron al Cristo durante toda la noche. A la mañana siguiente, cuando el arriero se disponía a retomar su camino, el lienzo se había hecho tan pesado que resultaba imposible moverlo, hecho que los cambileños interpretaron como la voluntad del Cristo de permanecer en su localidad.
Se encuentra en la iglesia parroquial de la Encarnación situada en la plaza de la Constitución.
Las fiestas en honor al Santísimo Cristo del Mármol se celebran el último fin de semana de febrero con diferentes actos. El sábado produce el desfile procesional hasta la ermita para que los cambileños velen la imagen, tal como hicieron en el siglo xvii. Al día siguiente se produce el regreso a iglesia junto con la Virgen de los Dolores y se celebra la eucaristía.